# 天主教阿韋扎諾教區
天主教阿韋扎諾教區（拉丁語：Dioecesis Marsorum）是天主教會在義大利的一個教區。屬拉奎拉總教區。
原名馬爾西教區，傳統上是由聖伯多祿的弟子聖馬爾谷開教，但第一個有文獻紀載的主教出現於6世紀中期，是與教宗維吉呂出席第二次君士坦丁堡公會議的若望。1580年教座從現在的圣贝内德托德伊马尔西遷至佩希納。1924年1月16日教座自佩希納遷至阿韋扎諾。
1986年9月30日教區的義大利文名稱改為現在的名字。
教區範圍位於拉奎拉省西南部，2012年有教友109,380人，佔轄區總人口91.8%。教區下轄九十七個堂區，有103名司鐸。現任教區主教為伯多祿·桑托羅。